# Packard Campus
Le Centre national de conservation de l'audiovisuel, également connu sous le nom de Campus Packard pour la conservation de l'audiovisuel, est considéré comme le musée d'archive audiovisuelle de la Bibliothèque du Congrès des États-Unis. Il est situé sur le mont Pony à Culpeper, en Virginie .

## Création
De 1969 à 1988, le campus était une installation de stockage de haute sécurité exploitée par le Conseil des gouverneurs de la Réserve fédérale des États-Unis. En 1997, il a été acheté par la Fondation David et Lucile Packard. Avec l'accord du Congrès des États-Unis. La transaction a été effectuée  par l'intermédiaire de la Banque de réserve fédérale de Richmond via une subvention de 5,5 millions de dollars, effectuée au nom de la Bibliothèque du Congrès.